# Daphnella celebensis
Daphnella celebensis é uma espécie de gastrópode do gênero Daphnella, pertencente à família Raphitomidae.